# Marieluise Zizmann
Marieluise Zizmann (* 5. Juli 1947 in Holzlar als Marieluise Wackerow) ist eine ehemalige deutsche Badmintonspielerin.
Zizmann ist eine der international erfolgreichsten deutschen Badmintonspielerinnen. 1968 wurde sie Vizeeuropameisterin im Dameneinzel, zwei Jahre später Vizeeuropameisterin im Damendoppel. Ihren ersten nationalen Titel gewann sie bei den Deutschen Juniorenmeisterschaften 1962, wo sie als 14-Jährige bereits alle bis zu vier Jahre älteren Konkurrentinnen in die Schranken wies.
Sie spielte noch viele weitere Jahre für den 1. BC Beuel, ehe sie im März 2008 nach einem Spiel in der Bezirksklasse gegen den BC Phoenix Bonn ihren Rücktritt von allen regulären Spielen erklärte. Sie bleibt ihrem Verein aber als Ersatzspielerin weiterhin treu.

## Sportliche Erfolge
| Saison    | Veranstaltung                               | Disziplin   | Platz | Name                                                                               |
| --------- | ------------------------------------------- | ----------- | ----- | ---------------------------------------------------------------------------------- |
| 1961/1962 | Deutsche Einzelmeisterschaft U18            | Dameneinzel | 1     | Marieluise Wackerow (1. BC Beuel)                                                  |
| 1962/1963 | Deutsche Einzelmeisterschaft U18            | Dameneinzel | 1     | Marieluise Wackerow (1. BC Beuel)                                                  |
| 1962/1963 | Deutsche Einzelmeisterschaft U18            | Damendoppel | 1     | Marieluise Wackerow / Gudrun Ziebold (1. BC Beuel / BC SW Düsseldorf)              |
| 1963/1964 | Deutsche Einzelmeisterschaft U18            | Mixed       | 1     | Manfred Merz / Marieluise Wackerow (1. BC Beuel)                                   |
| 1963/1964 | Deutsche Einzelmeisterschaft U18            | Dameneinzel | 1     | Marieluise Wackerow (1. BC Beuel)                                                  |
| 1964/1965 | Deutsche Einzelmeisterschaft U18            | Mixed       | 1     | Manfred Merz / Marieluise Wackerow (1. BC Beuel)                                   |
| 1964/1965 | Deutsche Einzelmeisterschaft U18            | Dameneinzel | 1     | Marieluise Wackerow (1. BC Beuel)                                                  |
| 1966/1967 | Deutsche Einzelmeisterschaft                | Dameneinzel | 1     | Marieluise Wackerow (1. BC Beuel)                                                  |
| 1966/1967 | Deutsche Einzelmeisterschaft                | Damendoppel | 1     | Marieluise Wackerow / Lore Hawig (1. BC Beuel)                                     |
| 1966/1967 | Deutschland: Internationale Meisterschaften | Damendoppel | 1     | Irmgard Latz / Marieluise Wackerow                                                 |
| 1968      | All England                                 | Damendoppel | 3     | Irmgard Latz / Marieluise Wackerow                                                 |
| 1968      | Europameisterschaft                         | Dameneinzel | 2     | Marieluise Wackerow                                                                |
| 1968/1969 | Deutsche Einzelmeisterschaft                | Dameneinzel | 1     | Marieluise Wackerow (1. BC Beuel)                                                  |
| 1968/1969 | Deutsche Einzelmeisterschaft                | Damendoppel | 1     | Marieluise Wackerow / Gudrun Ziebold (1. BC Beuel)                                 |
| 1969      | Niederlande: Internationale Meisterschaften | Damendoppel | 1     | Marieluise Wackerow / Gudrun Ziebold                                               |
| 1969/1970 | Deutsche Einzelmeisterschaft                | Dameneinzel | 1     | Marieluise Wackerow (1. BC Beuel)                                                  |
| 1969/1970 | Deutsche Einzelmeisterschaft                | Damendoppel | 1     | Marieluise Wackerow / Gudrun Ziebold (1. BC Beuel)                                 |
| 1970      | Europameisterschaft                         | Damendoppel | 2     | Irmgard Latz / Marieluise Wackerow                                                 |
| 1971/1972 | Dänemark: Internationale Meisterschaften    | Mixed       | 1     | Wolfgang Bochow / Marieluise Wackerow                                              |
| 1971/1972 | Deutschland: Internationale Meisterschaften | Mixed       | 1     | Wolfgang Bochow / Marieluise Wackerow                                              |
| 1971/1972 | Deutsche Einzelmeisterschaft                | Mixed       | 1     | Wolfgang Bochow / Marieluise Wackerow (1. DBC im SSF Bonn / 1. BC Beuel)           |
| 1971/1972 | Deutsche Einzelmeisterschaft                | Damendoppel | 1     | Karin Dittberner / Marieluise Wackerow (1. BV Mülheim / 1. BC Beuel)               |
| 1972      | All England                                 | Mixed       | 3     | Wolfgang Bochow / Marieluise Wackerow                                              |
| 1972      | All England                                 | Damendoppel | 3     | Irmgard Latz / Marieluise Wackerow                                                 |
| 1972      | Europameisterschaft                         | Mixed       | 2     | Wolfgang Bochow / Marieluise Wackerow                                              |
| 1972/1973 | Deutsche Einzelmeisterschaft                | Damendoppel | 1     | Brigitte Pickartz-Steden-Potthoff / Marieluise Wackerow (VfL Bochum / 1. BC Beuel) |
| 1973/1974 | Deutsche Einzelmeisterschaft                | Mixed       | 1     | Wolfgang Bochow / Marieluise Wackerow (1. DBC im SSF Bonn / 1. BC Beuel)           |
| 1973/1974 | Deutsche Einzelmeisterschaft                | Damendoppel | 1     | Brigitte Pickartz-Steden-Potthoff / Marieluise Wackerow (VfL Bochum / 1. BC Beuel) |
| 1974/1975 | Deutschland: Internationale Meisterschaften | Mixed       | 1     | Wolfgang Bochow / Marieluise Zizmann                                               |
| 1974/1975 | Deutschland: Internationale Meisterschaften | Damendoppel | 1     | Brigitte Steden / Marieluise Zizmann                                               |
| 1974/1975 | Deutsche Einzelmeisterschaft                | Damendoppel | 1     | Brigitte Pickartz-Steden-Potthoff / Marieluise Wackerow (VfL Bochum / 1. BC Beuel) |
| 1975/1976 | Deutsche Einzelmeisterschaft                | Mixed       | 1     | Wolfgang Bochow / Marieluise Wackerow (1. DBC im SSF Bonn / 1. BC Beuel)           |
| 1975/1976 | Deutsche Einzelmeisterschaft                | Damendoppel | 1     | Eva-Maria Kranz / Marieluise Wackerow (1. BC Beuel)                                |
| 1975/1976 | Deutsche Einzelmeisterschaft                | Dameneinzel | 1     | Marieluise Wackerow (1. BC Beuel)                                                  |
| 1976      | Czechoslovakian International               | Mixed       | 1     | Wolfgang Bochow / Marieluise Zizmann                                               |
| 1976      | Czechoslovakian International               | Damendoppel | 3     | Eva-Maria Kranz / Marieluise Zizmann                                               |
| 1977      | Czechoslovakian International               | Damendoppel | 2     | Brigitte Steden / Marieluise Zizmann                                               |
| 1977/1978 | Deutsche Einzelmeisterschaft                | Mixed       | 1     | Roland Maywald / Marieluise Wackerow (1. BC Beuel)                                 |
| 1979/1980 | Deutsche Einzelmeisterschaft                | Mixed       | 1     | Roland Maywald / Marieluise Wackerow (1. BC Beuel)                                 |
| 1980      | French Open                                 | Damendoppel | 1     | Marieluise Zizmann / Liselotte Blumer                                              |
| 1990/1991 | Deutsche Einzelmeisterschaft O40            | Mixed       | 1     | Michael Schnaase / Marieluise Zizmann (SC Union 08 Lüdinghausen / 1. BC Beuel)     |
| 1990/1991 | Deutsche Einzelmeisterschaft O32            | Damendoppel | 1     | Eva-Maria Zwiebler / Marieluise Zizmann (1. BC Beuel)                              |
| 1994/1995 | Deutsche Einzelmeisterschaft O40            | Damendoppel | 1     | Eva-Maria Zwiebler / Marieluise Zizmann (1. BC Beuel)                              |

## Auszeichnungen
- Silbernes Lorbeerblatt